# Évolution territoriale de la Prusse
L'évolution territoriale de la Prusse et du Brandebourg est l'ensemble des modifications du territoire de cet ancien État, de la fondation de la marche de Brandebourg en 1157 à la dissolution de l'État libre de Prusse en 1947.

## Marche de Brandebourg
- 1402 : l'Ordre Teutonique acquit la Nouvelle Marche pour un montant initialement de 63 200 forints (puis finalement de 143 000 forints) à l'aide d'un prêt sur gage[1].
- 1429 : la Nouvelle Marche passe entièrement aux chevaliers teutoniques[1].
- 1454-1455 : traités de Cölln et Mewe : la Nouvelle Marche retourne au Brandebourg.
- 1468 : le Brandebourg rachète définitivement la Nouvelle Marche aux chevaliers teutoniques pour 40 000 florins.
- 1614 : traité de Xanten : acquisition du duché de Clèves, du comté de La Marck, du comté de Ravensberg et de Ravenstein.
- 1618 : acquisition du duché de Prusse.

## Brandebourg-Prusse
- 1648 : traités de Westphalie : acquisition de la principauté épiscopale de Halberstadt, de la principauté épiscopale de Minden et de la Poméranie orientale.
- 1657 : traité de Bromberg : acquisition de la région de Lauenbourg, de Bütow et de Draheim (de) (confirmé en 1660 par le traité d'Oliva).
- 1680 : sécularisation de l'archevêché de Magdebourg : acquisition du nouveau duché de Magdebourg, en vertu des traités de 1648.
- 1691 : grâce au mariage de Louis de Brandebourg avec la princesse Louise-Caroline Radziwiłł, acquisition de la ville de Tauroggen.

## Royaume de Prusse
- 1702 : Frédéric Ier hérite du comté de Lingen.
- 1707 : extinction de la lignée d'Orléans-Longueville : la principauté de Neuchâtel choisit comme nouveau souverain Frédéric Ier.
- 1707 : achat du comté de Tecklembourg à Frédéric-Maurice de Bentheim-Tecklembourg (de).
- 1713 : traités d'Utrecht : acquisition d'une partie de la Gueldre espagnole, avec la ville de Gueldre.
- 1720 : traité de Stockholm : acquisition de la partie sud de la Poméranie suédoise.
- 1742 : traité de Breslau : acquisition de la majeure partie de la Silésie et du comté de Glatz.
- 1744 : extinction de la lignée des Cirksena : Frédéric II hérite de la principauté de Frise orientale.
- 1772 : premier partage de la Pologne : acquisition de la Prusse royale et de la partie nord de la Grande-Pologne, organisées en province de Prusse-Occidentale.
- 1791 : acquisition du margraviat d'Ansbach et du margraviat de Bayreuth.
- 1793 : deuxième partage de la Pologne : acquisition du reste de la Grande-Pologne et d'une partie de la Mazovie, organisées en province de Prusse-Méridionale, ainsi que des villes de Dantzig et Thorn.
- 1794 : perte de la Gueldre prussienne (en) au profit de la France.
- 1795 : troisième partage de la Pologne : acquisition du reste de la Mazovie avec Varsovie, organisée en province de Nouvelle-Prusse-Orientale, ainsi que d'une petite partie de la Petite-Pologne organisée en province de Nouvelle-Silésie. Perte de la ville de Tauroggen au profit de l'Empire russe.
- 1803 : Reichsdeputationshauptschluss (« Recès de la Diète d'Empire ») : acquisition de la principauté de Paderborn, de l'évêché de Hildesheim et de la partie orientale de la principauté épiscopale de Münster.
- 1806 : perte de la principauté de Neuchâtel au profit de la France (Louis-Alexandre Berthier).
- 1807 : traité de Tilsit : perte de toutes les terres à l'ouest de l'Elbe (au royaume de Westphalie), des territoires acquis durant les deuxième et troisième partages de la Pologne (à l'Empire russe et au duché de Varsovie) et de la Basse-Saxe avec Cottbus (au royaume de Saxe).
- 1814-1815 : congrès de Vienne : la Prusse récupère une partie des territoires polonais perdus en 1807, organisés en grand-duché de Posen, et obtient près de la moitié du territoire du royaume de Saxe et la majeure partie de la Westphalie (organisée en grand-duché du Bas-Rhin et province de Juliers-Clèves-Berg).
- 1850 : réunion des principautés de Hohenzollern-Hechingen et de Hohenzollern-Sigmaringen, organisées en province de Hohenzollern.
- 1866 : traité de Prague : acquisition des duchés de Schleswig et de Holstein, du royaume de Hanovre, du duché de Nassau, de l'électorat de Hesse-Cassel et de la ville libre de Francfort.